# Šílenství (film, 1995)
Šílenství (jinými názvy Na pokraji šílenství a Ve spárech šílenství, anglicky In the Mouth of Madness) je americký filmový lovecraftovský horor z roku 1995.
Scénář napsal Michael De Luca, režie se ujal John Carpenter, jenž film považuje za závěrečný třetí díl své „apokalyptické trilogie“. V trilogii mu předcházejí filmy Věc (anglicky The Thing) z roku 1982 a Vládce temnot (anglicky Prince of Darkness) z roku 1987. Ačkoli filmy na sebe nenavazují, mají společné téma zkázy.
Film obsadil 10. místo v žebříčku francouzského filmového časopisu Cahiers du cinéma za rok 1995.

## Herecké obsazení
| Sam Neill       | John Trent      |
| Julie Carmen    | Linda Stylesová |
| Jürgen Prochnow | Sutter Cane     |
| David Warner    | Dr. Wrenn       |
| John Glover     | Saperstein      |
| Bernie Casey    | Robinson        |
| Peter Jason     | Mr. Paul        |
| Charlton Heston | Jackson Harglow |
| Frances Bay     | paní Pickmanová |

## Děj
Dr. Wrenn navštíví Johna Trenta, bývalého pojišťovacího detektiva a nyní pacienta v psychiatrickém zařízení a táže se jej, jak se zde octl. Trent mu vypráví svůj příběh.
Po úspěšném odhalení pojišťovacího podvodu obědvá John Trent se svým kolegou v restauraci, ten mu sdělí, že jej potřebuje pro případ zmizení známého hororového spisovatele Suttera Canea. Trent je napaden zdánlivě nepříčetným mužem se sekerou, jenž se jej zeptá, zdá čte Suttera Canea. Než mu muž stihne utnout hlavu, je zastřelen policistou.
Trent se později setká s ředitelem newyorského nakladatelství Arcane Publishing Jacksonem Harglowem, jenž mu vysvětlí, že Sutter Cane záhadně zmizel před 2 měsíci a policie nezjistila nic významného. Nakladatelství prodalo filmová práva na jeho novou knihu a překlad do 18 jazyků, ale nemá kompletní knihu. Cane poslal pouze několik kapitol svému agentovi. Oním agentem byl muž se sekerou, který se pokusil zabít v restauraci Trenta. V pátrání po spisovateli a jeho poslední knize bude Johna Trenta doprovázet redaktorka Linda Stylesová.
Trent začne tím, že se pustí do četby autorových knih. Poté má nepříjemný zážitek, noční můru, v níž vidí monstra a navzájem se vraždící lidi se sekerami. Linda mu sdělí, že Caneovy knihy způsobují „méně stabilním čtenářům“ dezorientaci, ztrátu paměti a paranoiu. Vyšetřovatel zůstává skeptický, bere to jako nějakou masovou hysterii či zvrhlou módní záležitost. Povšimne si červených linií na obálkách knih a rozstříhá je. Je přesvědčen, že po jejich správném sestavení vznikne mapa New Hampshire s vyznačením tajemného města zvaného Hobb's End, prostředí mnoha autorových románů.
Dvojice se vydá pátrat po fiktivním městě. Linda během řízení automobilu zažije bizarní situaci, když dvakrát předjede a potřetí srazí chlapce se stejným kolem, chlapec má pokaždé jinou vizáž. Když v noci přejíždí po starém rezivějícím mostě, má zvláštní vidiny. Vykřikne a zastaví automobil, což vzbudí dosud spícího Trenta. Auto stojí ve dne na ulici Hobb's Endu a John ji pochválí, že město našla. Společně jej pak propátrávají a setkávají se s postavami z Caneových příběhů včetně hoteliérky paní Pickmanové (v jejímž hotelu se ubytují). Najdou kostel, který je v knihách zdrojem zla zamořujícího celé město. Trent a Linda jsou svědky scény, v níž se skupina ozbrojených místních lidí dožaduje u kostela po Caneovi vrácení pohřešovaného chlapce Johnyho. Cane stojí ve dveřích a zpoza rohu vyběhne mnoho dobrmanů, kteří zaútočí na skupinku lidí. John Trent stále věří, že je vše jen umně zinscenováno, aby jeho role zvýšila prodej knih. Linda připouští, že se částečně jednalo o tuto taktiku, nakladatelství se domluvilo se Sutterem Canem, aby se načas ukryl, jenže ten se pak už neozval. Nicméně nově objevené skutečnosti včetně nalezení přesné kopie Hobb's Endu součástí plánu nebyly.
Trent se hodlá vrátit zpět, aby se setkal s ředitelem Harglowem, ale Linda jej předejde a vezme klíče od automobilu. Má namířeno do kostela, kde se střetne s autorem Canem, načež zešílí. Trenta varuje v místním baru otec Johnyho, aby raději zmizel, než jej zlo nakazí, jako to udělalo s obyvateli Hobb's Endu. Trent se jej snaží odradit od sebevraždy, ale muž tvrdí, že ji musí spáchat, protože to Sutter Cane takhle napsal. Detektiv začíná pochybovat, už si není tak jist. Neví, kde končí realita a kde začíná něco mimo chápání.
Venku na ulici se mezitím shromáždili zmutovaní obyvatelé se zbraněmi a pochodněmi. Trent zjistí, že i paní Pickmanová (která mučila a zabila svého manžela) a Linda se změnily v monstra. Pokouší se odjet automobilem z města, přičemž se musí zbavit po čtyřech lezoucí Lindy s převrácenou hlavou. Únik z města se nepodaří, ať se vydá jakýmkoli směrem, vždy dojede zpět do centra města, kde blokují ulici postávající nebezpečně vyhlížející občané. Nakonec se rozhodne jimi projet a havaruje.
Procitne ve zpovědnici, kde mu Sutter Cane objasňuje podstatu jeho díla, ve které věří více lidí než v Bibli. Ujišťuje jej, že jeho poslední kniha dosáhne obrovského úspěchu a zotročí další čtenáře, čímž umožní návrat pradávného zla, které ovládne Zemi. Samotný Trent sehraje předem určenou roli, a sice vrátí rukopis knihy do nakladatelství Arcane Publishing a uvede tak do pohybu nezvratný proces konce lidstva.
Sutter Cane předá Trentovi rukopis a pak si roztrhá tvář a tělo jako stránky papíru. Zatímco detektiv nahlíží do vzniklé trhliny, Linda čte z rukopisu, co se bude odehrávat v nejbližších momentech. Tvorové z jiných světů začnou pronásledovat Trenta, který utíká chodbou pryč.
Probudí se v realitě a pokusí se zničit rukopis, ale to se mu nikdy nepodaří, vždy se znovu nějakým způsobem objeví. V nakladatelství sdělí řediteli Harglowovi, že mu rukopis nemůže předat, znamenalo by to zkázu všeho současného. Harglow jej informuje, že Linda nikdy neexistovala a Trent již rukopis doručil před měsícem. Kniha je již v prodeji a filmová adaptace má brzy vyjít. Příběh způsobil masovou reakci, jde o nejprodávanější bestseller všech dob. Společností se šíří vlna násilí a schizofrenie vyvolaná knihou. Trent zabije sekerou čtenáře s novým titulem Na pokraji šílenství v ruce, předtím mu položí otázku, zda se mu kniha líbí. Je umístěn do psychiatrické léčebny.
Dr. Wrenn usoudí, že Trentovo vyprávění je k ničemu a odchází z místnosti. Té noci vidí internovaný John Trent za výbojů blesků stíny navzájem se vraždících osob a slyší lidské i nelidské výkřiky.
Ráno zjistí, že dveře cely jsou odemčené a na chodbách ústavu jsou stopy ničení a násilí. Rádio vysílá zprávu o obrovské pandemii, která zachvátila svět. Lidé se vraždí nebo mění v mutanty. Trent vychází ven a dojde před kino, kde je titulek filmu Na pokraji šílenství s jeho osobou v hlavní roli. Sedne si do křesla a sleduje film, de facto předchozí události a propadá hysterickému smíchu.

## Citáty
„Lidi už i tak podělali celej svět, vzduch i vodu, že budeme muset skončit tak, že si spláchneme mozek do záchodu.“ (John Trent)
„Jdi zpět, za touhle chodbou je ten váš svět.“ (Sutter Cane)

## Inspirace
Film je inspirován dílem mistra hororového žánru H. P. Lovecrafta. Název filmu vychází ze dvou Lovecraftových příběhů The Shadow Over Innsmouth a At the Mountains of Madness, šílenství hraje významnou roli jak ve filmu, tak v Lovecraftově fikci. Úvodní scéna odhaluje Trentovu internaci v psychiatrické léčebně, většina samotného příběhu je vyprávěna v retrospektivě, což je běžná Lovecraftova metoda psaní. Všechny knihy Suttera Canea mají podobný název jako tvorba H. P. Lovecrafta, např. The Hobb's End Horror je podobné názvu povídky The Dunwich Horror.
Film rovněž odkazuje na tvorbu jiného amerického hororového spisovatele, jenž své příběhy umístil do prostředí Nové Anglie – Stephena Kinga. Jeho jméno je dokonce zmíněno na začátku filmu, kdy Linda vysvětluje Johnu Trentovi, že dílo Suttera Canea je děsivější než dílo Stephena Kinga.